# Ferdi Van Den Haute
Ferdi Van Den Houte (* 25. Juni 1952 in Deftinge) ist ein ehemaliger belgischer Radrennfahrer und -trainer.
Schon als Amateur konnte Ferdi Van Den Houte zahlreiche Erfolge verzeichnen, vor allem auf der Bahn.  Den Titel im Zweier-Mannschaftsfahren gewann er 1974 gemeinsam mit Raphaël Constant, 1975 mit Marc Meernhout. 1974 und 1974 wurde er Meister in der Einerverfolgung der Amateure. 1976, in seinem ersten Profijahr, gewann Van Den Houte die siebte Etappe der Vuelta a España. Bei der Vuelta im Jahre 1978 gewann er zwei Etappen sowie die Punktewertung. Im selben Jahr gewann er Gent–Wevelgem, 1979 die Tour de l’Aude, 1984 den Großen Preis des Kantons Aargau sowie den Grand Prix de Fourmies, 1985 die Ronde van Midden-Zeeland sowie viele weitere Rennen. Viermal nahm er an der Tour de France teil, 1984 gewann er die vierte Etappe. Bei der Internationalen Vitamalz-Rundfahrt 1979, einer Vorgängerin der Deutschland Tour, belegte er Platz neun in der Gesamtwertung.
Insgesamt wurde Van Den Houte zehnmal Belgischer Meister, neunmal auf der Bahn und einmal – 1986 in Antwerpen – Belgischer Meister im Straßenrennen, nachdem er zwölfmal an dieser Meisterschaft teilgenommen hatte. Anschließend beendete er seine Radsport-Karriere.
Bevor Van Den Haute Profi-Rennfahrer geworden war, hatte er ein Studium zum Sportlehrer absolviert und galt daher als „witte raaf“ (niederl. = „weißer Rabe“) im Peloton. Nach seinen Profijahren wurde er Trainer an der „Vlaamse Wielerschool“, später noch Sportdirektor und -koordinator. 2007 ging er in Rente.